# Gare de Beaucaire
La gare de Beaucaire est une gare ferroviaire française de la ligne de Tarascon à Sète-Ville, située sur le territoire de la commune de Beaucaire, dans le département du Gard, en région Occitanie.
La première gare de Beaucaire est mise en service en 1839 par la Compagnie des mines de la Grand'Combe et des chemins de fer du Gard.
C'est une halte voyageurs de la Société nationale des chemins de fer français (SNCF) desservie par des trains express régionaux TER Occitanie.

## Situation ferroviaire

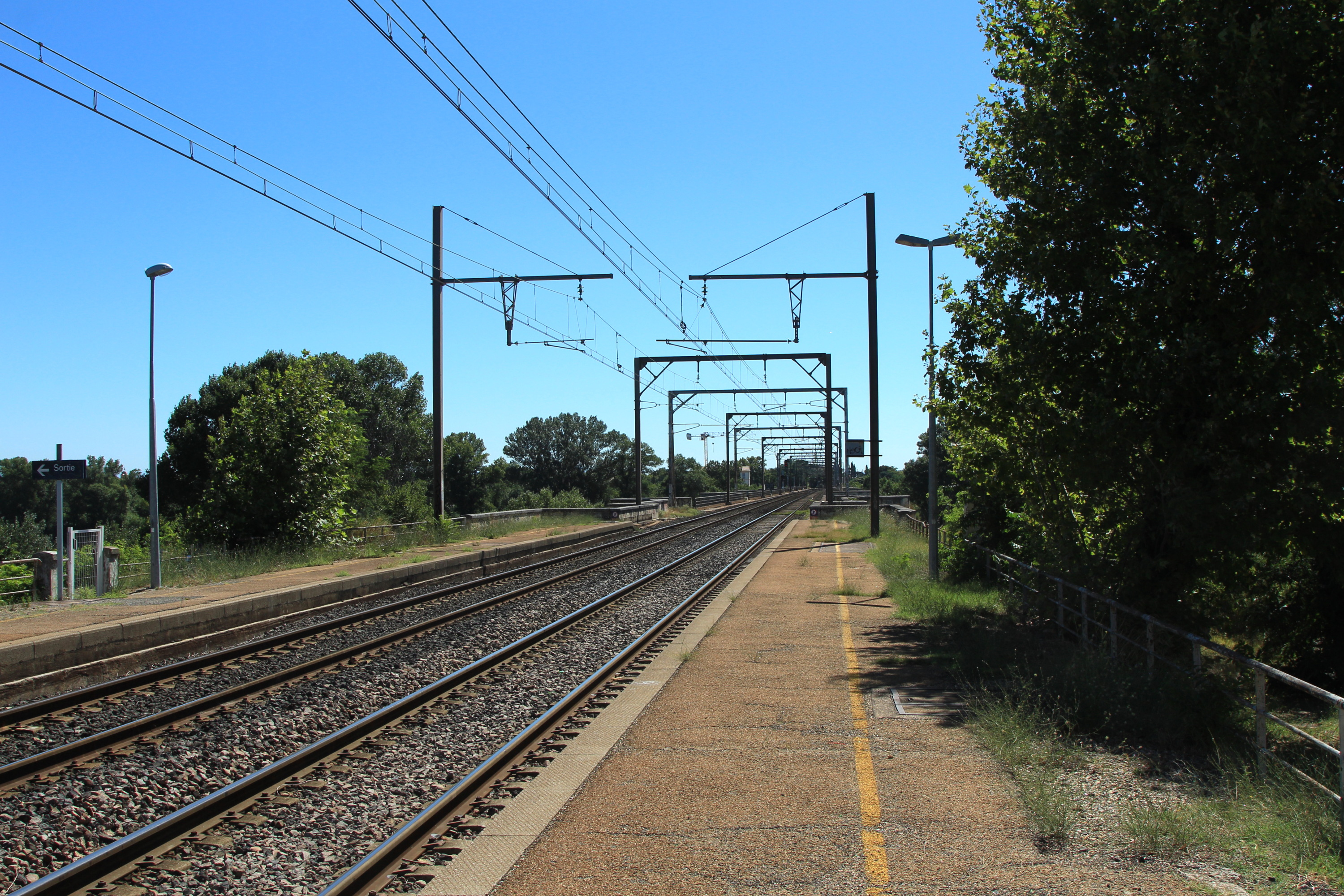
Les voies vues en direction de Tarascon.

Établie à 10 mètres d'altitude, la gare de Beaucaire est située au point kilométrique (PK) 0,839 de la ligne de Tarascon à Sète-Ville, entre les gares ouvertes aux voyageurs de Tarascon et de Nîmes-Pont-du-Gard (Jonquières-Saint-Vincent étant fermée fin 2011). C'est une gare de bifurcation, aboutissement de la ligne du Martinet à Beaucaire, partiellement déclassée.

## Histoire
La première gare de Beaucaire, appelée alors embarcadère, est mise en service par la Compagnie des mines de la Grand'Combe et des chemins de fer du Gard le 15 juillet 1839, lors de la mise en service de la section de Nîmes à Beaucaire. La ligne d'Alais (Alès) à Beaucaire étant ouverte en totalité le 19 août 1840.
La halte actuelle est située à l'emplacement de la deuxième gare mise en service en 1852 après l'ouverture du viaduc permettant le franchissement du Rhône et la liaison entre Beaucaire et Tarascon le 17 juillet 1852.
Cette gare, située sur un haut remblai, est composé de deux bâtiments situés de part et d'autre de la voie et construits sur d'importants soubassements en pierre, celui situé côté ville comportait un étage supplémentaire. Le bâtiment côté ville a depuis été démoli[Quand ?], ne laissant subsister que son soubassement sur lequel un modeste abri en béton a été installé ; l'autre bâtiment est désaffecté.

## Fréquentation
L'évolution de la fréquentation de la gare est présentée dans le tableau ci-dessous.
| Année           | 2015  | 2016  | 2017  | 2018  | 2019  | 2020   | 2021   | 2022   | 2023   |
| --------------- | ----- | ----- | ----- | ----- | ----- | ------ | ------ | ------ | ------ |
| Voyageurs seuls | 9 525 | 8 729 | 9 383 | 7 446 | 6 521 | 17 161 | 34 642 | 47 307 | 56 589 |

## Service des voyageurs

### Accueil
Halte SNCF, c'est un point d'arrêt non géré (PANG) à entrée libre.

### Desserte
Beaucaire est desservie par des trains TER Occitanie qui effectuent des missions entre les gares d'Avignon-Centre et de Perpignan.

### Intermodalité
Un parking pour les véhicules est aménagé. 

## Service des marchandises
La gare de Beaucaire-marchandises, située à proximité de l'ancien embarcadère, porte le code 775031 dans la nomenclature de Fret SNCF.